# 小行星3401
小行星3401（英語：3401 Vanphilos）是一颗围绕太阳公转的小行星。1981年8月1日，哈佛天文台在哈佛大学天文台发现了此天体。
这颗小行星的绝对星等为108.68202等。